# Рубен Кордано
Рубен Кордано Юстініано (ісп. Rubén Cordano Justiniano, нар. 16 жовтня 1998, Санта-Крус-де-ла-Сьєрра, Болівія) — болівійський футболіст, воротар клубу «Болівар» та національної збірної Болівії.

## Ігрова кар'єра

### Клубна
Рубен Кордано є вихованцем клубу «Блумінг». В основі воротар дебютував у червні 2017 року у турнірі болівійської Прімери.
У січні 2021 року перед початком сезону - 2021 Кордано перейшов до клубу «Болівар».

### Збірна
З 2015 року Рубен Кордано виступає за юнацькі збірні Болівії. У 2015 році він брав участь у юнацькій першості Південної Америки в Парагваї.
У 2017 році у складі молодіжної збірної Болівії зіграв чотири гри на молодіжному чемпіонаті Південної Америки в Еквадорі.
У березні 2019 року у товариській грі проти команди Південної Кореї Кордано дебютував у складі національної збірної Болівії. В тому ж році запасним воротарем Рубен Кордано брав участь у Кубку Америки, що проходив у Бразилії.